# アレッサンドロ・ロンギ

ロンギ作「ヴェネツィア公アルヴィーゼ・ピサーニの家族の集団肖像画」(c.1758) 、 アカデミア美術館 (ヴェネツィア)

アレッサンドロ・ロンギ（Alessandro Longhi、1733年6月12日 - 1813年11月9日）は、イタリアの画家、版画家である。ヴェネツィアの有力者の肖像画などで知られる。

## 略歴
ヴェネツィアで有名な風俗画家のピエトロ・ロンギ(1701-1785)の息子に生まれた。父親から絵を学んだ後、肖像画が得意な画家のジュゼッペ・ノガーリ(Giuseppe Nogari: 1699–1763)の弟子になった。1757年には展覧会に出展し、その後ヴェネツィアの有力な貴族、ピサーニ家(Pisani)の家族の肖像画を描いて、肖像画家としての名声を得た。
1759年にヴェネツィア美術アカデミーの会員になった。 1762年にヴェネツィアの芸術家の伝記が含まれる著書『今世紀の有名なヴェネチアの画家の伝記総覧(Compendio delle Vite de' Pittori Veneziani Istorici piu rinomati del presente secolo）』を出版した。
17世紀後半のヴェネツィアの肖像画家セバスティアーノ・ボンベッリ(Sebastiano Bombelli: 1635–1719)と同じように、ヴェネツィアの高官が正装(公服)で華やかなかつらをつけた姿を描き、装飾品などで、社会的な地位を強調するスタイルの肖像画を描いた。
またエッチング版画による複製画の制作もした。
1813年にヴェネツィアで没した。

## 作品

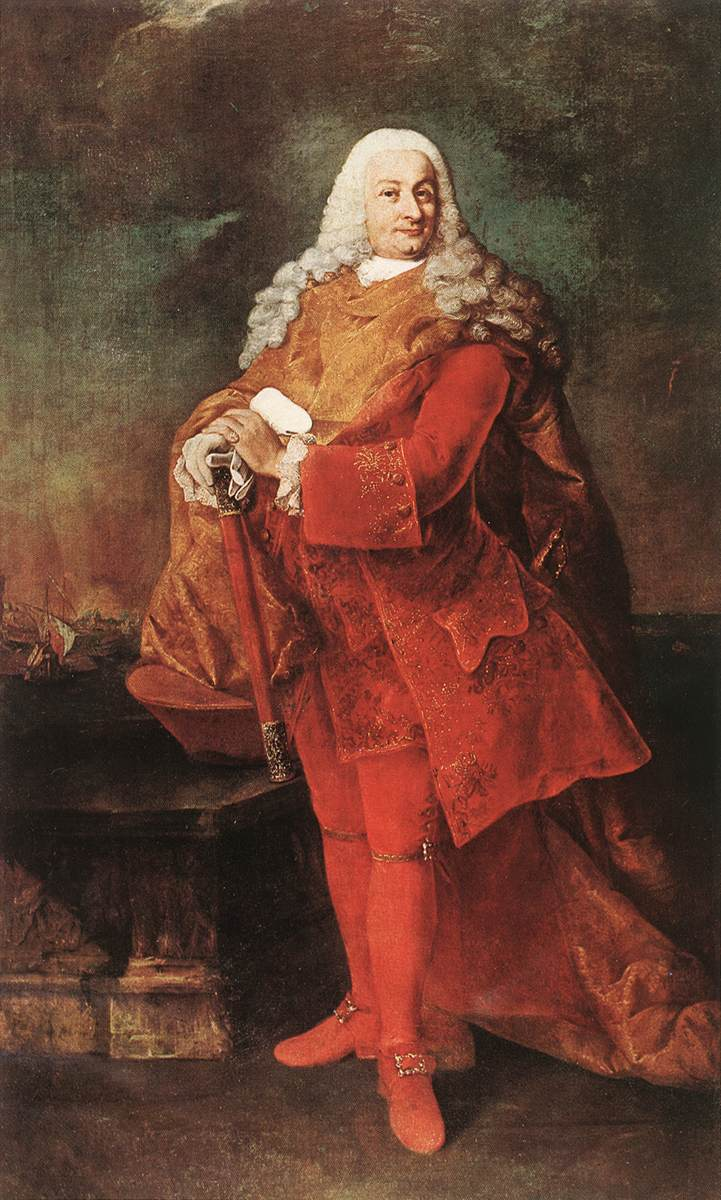
Jacopo Gradenigoの肖像画 Musei Civici di Padova
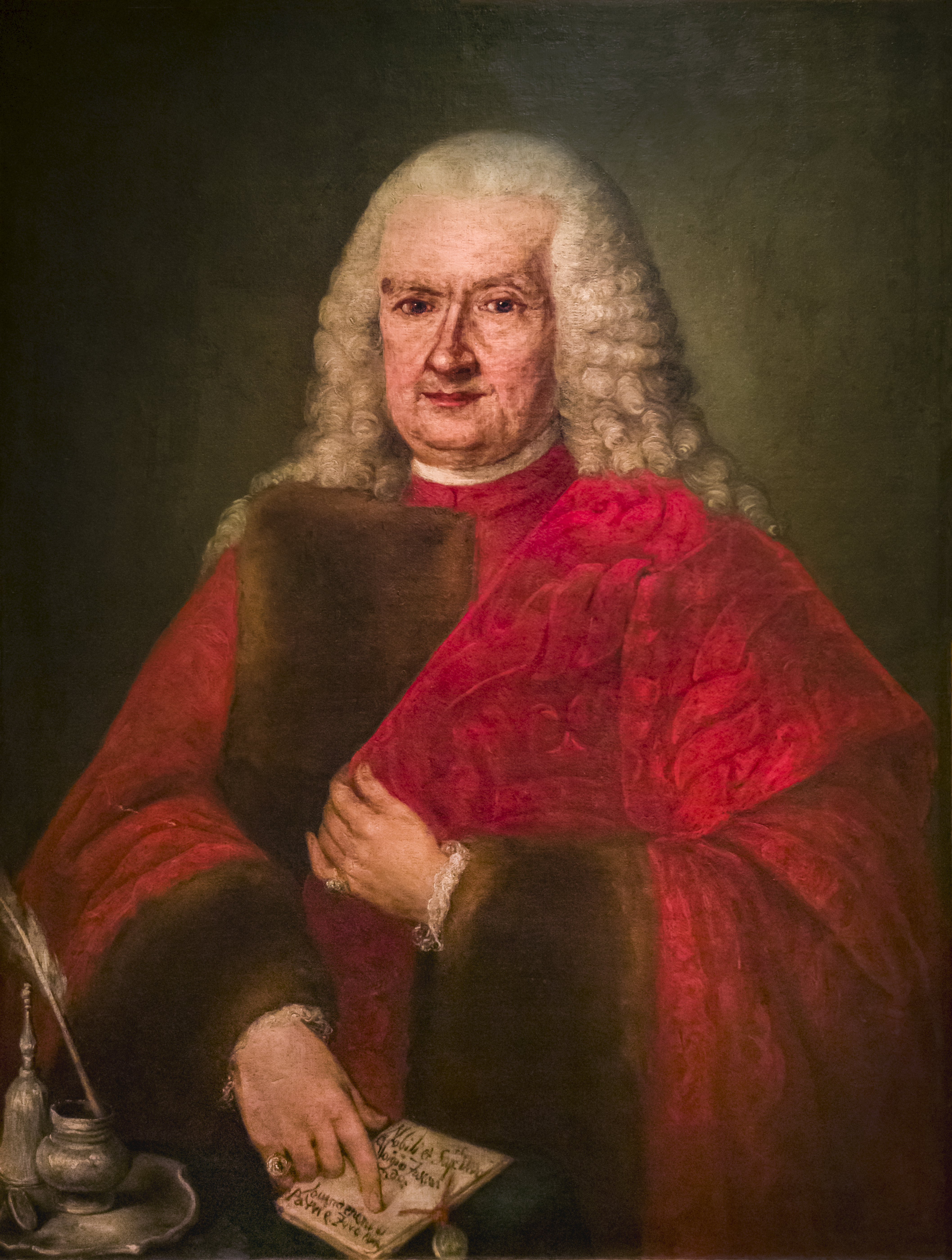
Alvise Foscariの肖像画 カ・レッツォーニコ – 18世紀ヴェネツィア美術館
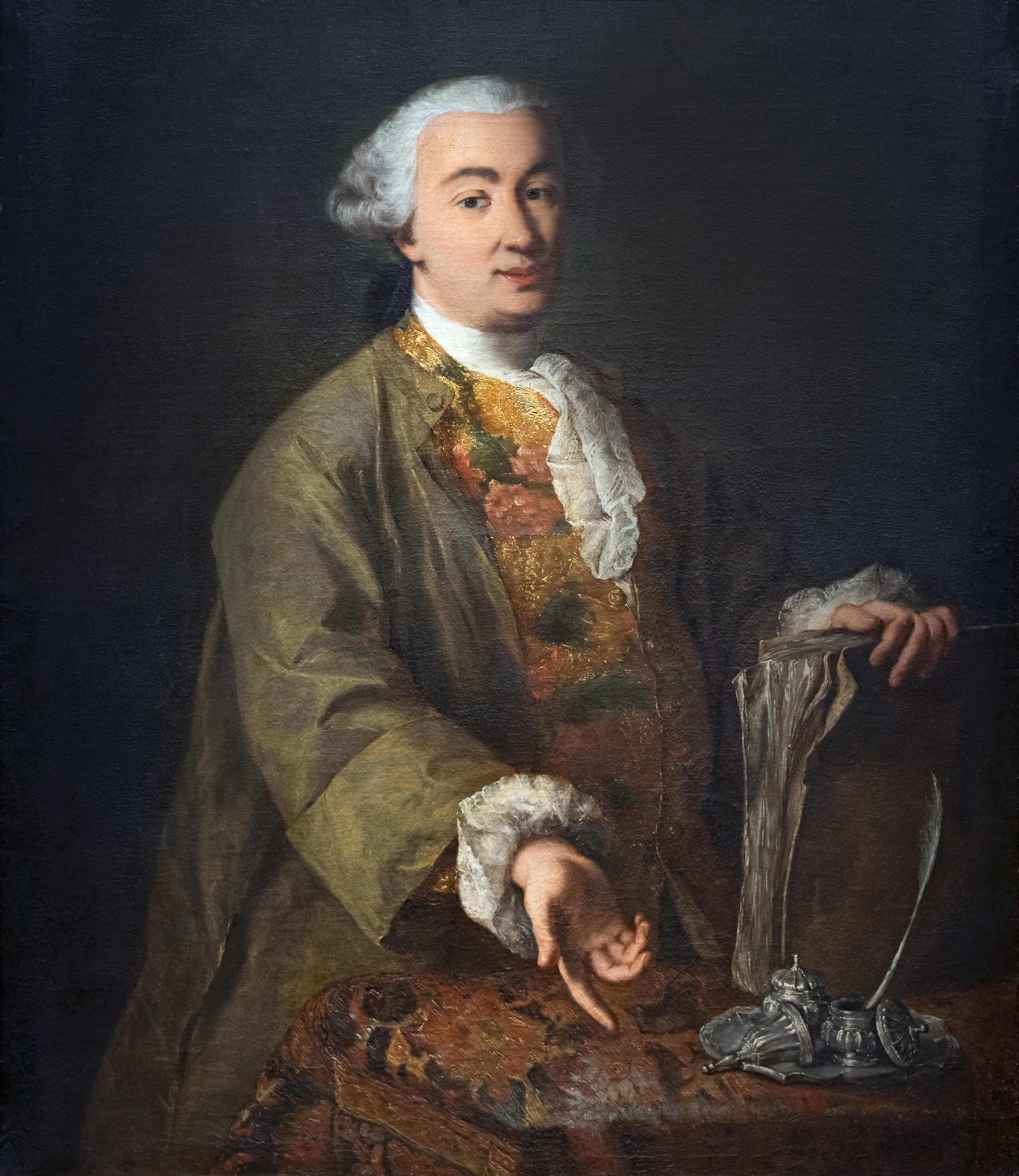
劇作家カルロ・ゴルドーニの肖像画、(c.1757) Palazzo Centani
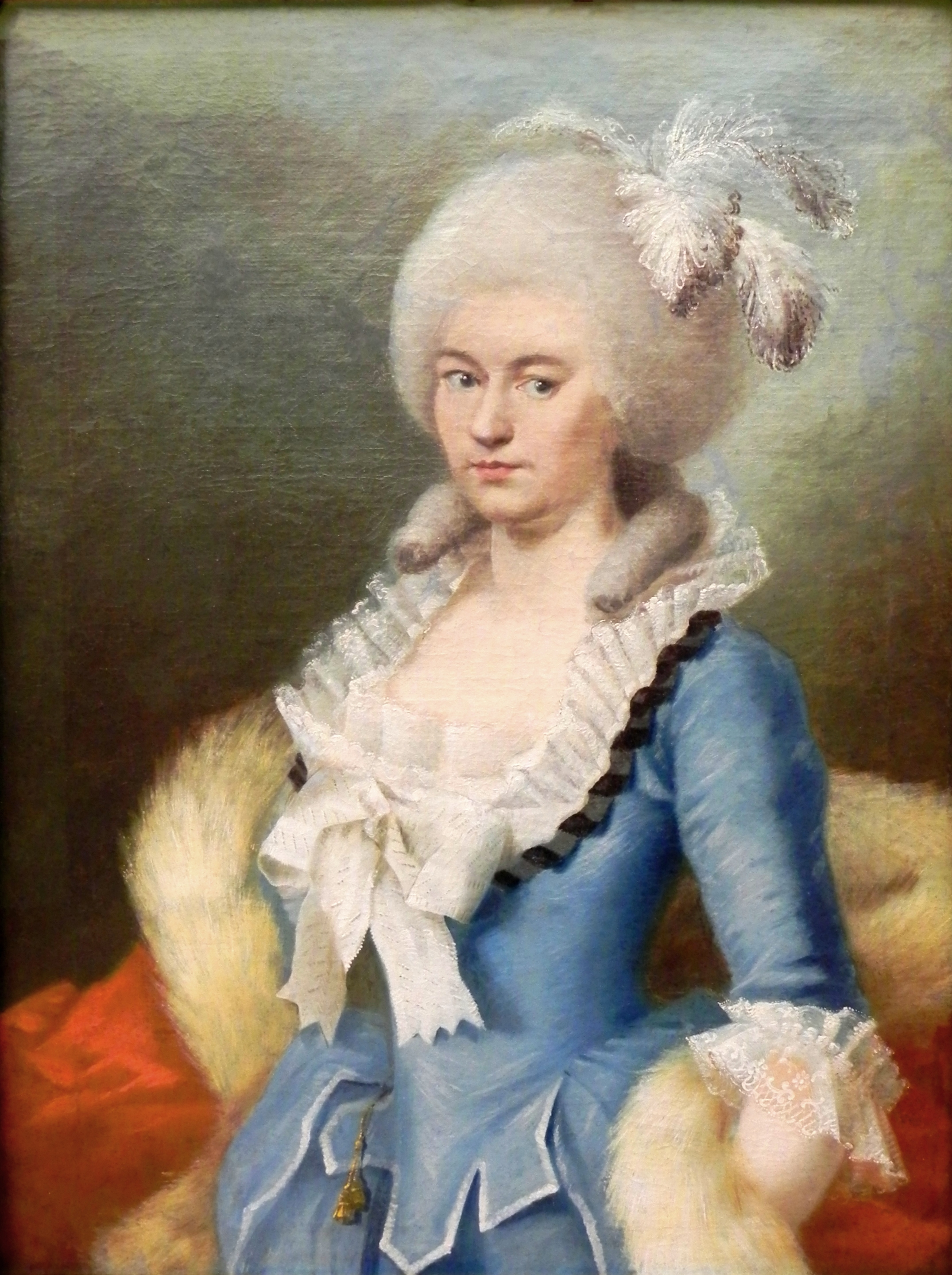
婦人の肖像画 (1785) Landesmuseum Hannover
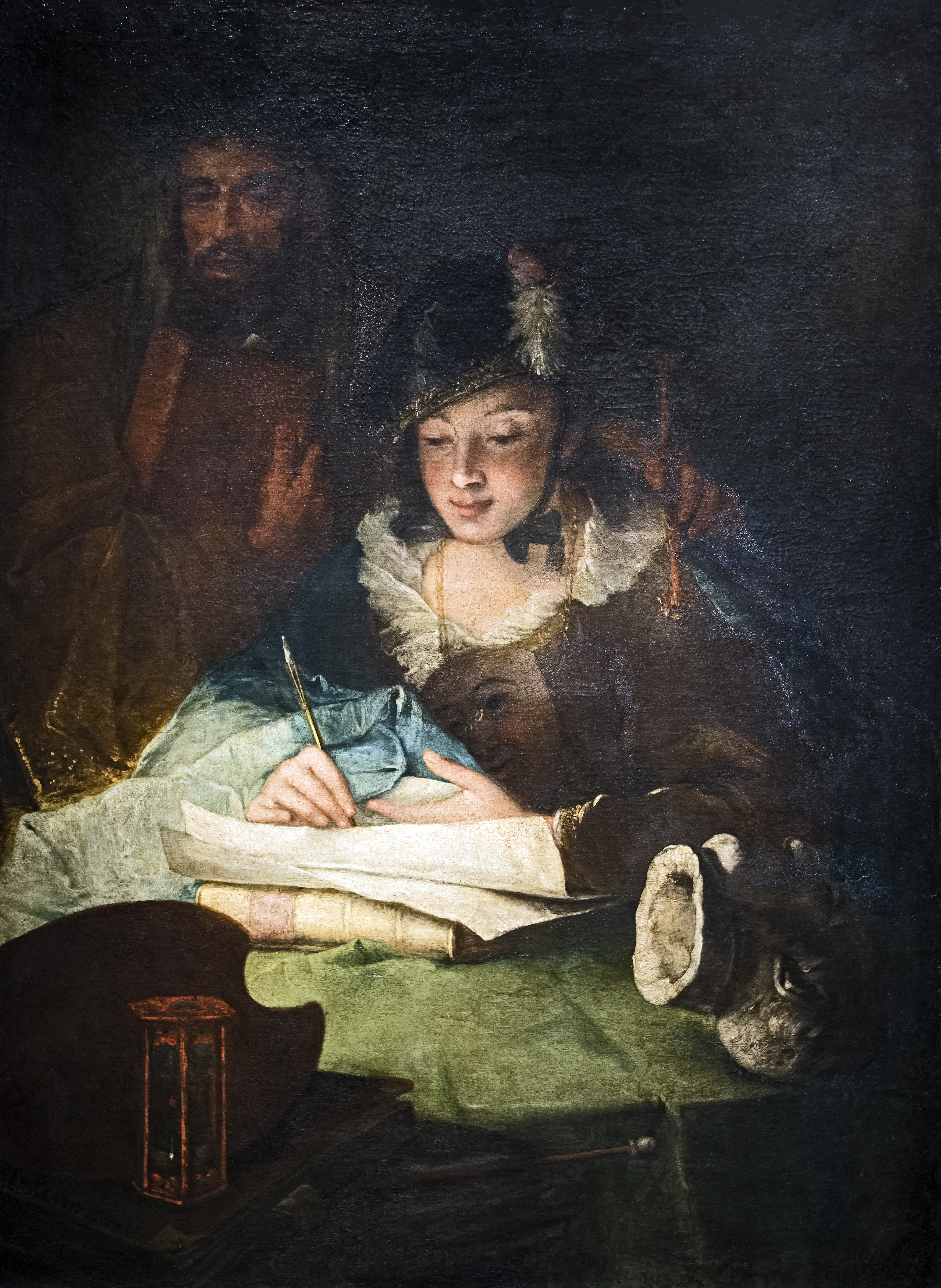
Pittura e merito(c.1761) アカデミア美術館 (ヴェネツィア)
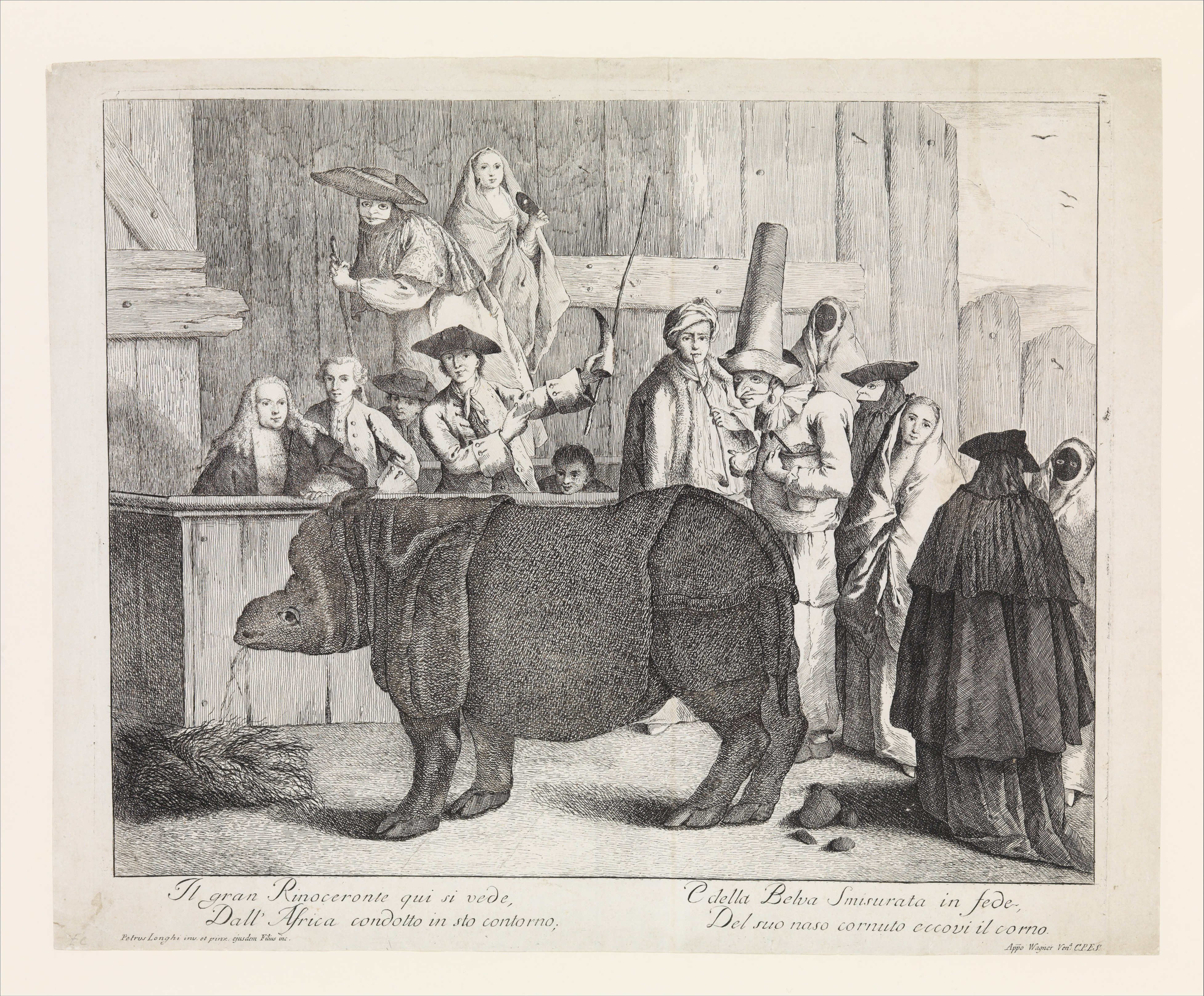
版画作品「サイ」 メトロポリタン美術館